# Anette Strohmeyer

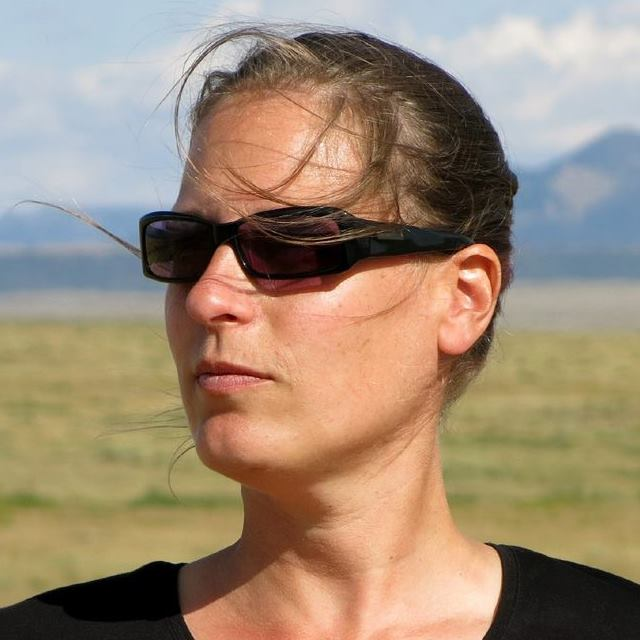
Anette Strohmeyer (2016)

Anette Strohmeyer (* 26. September 1975 in Göttingen) ist eine deutsche Autorin von Thrillern, Krimis, Fantasy-Romanen und Hörspielen.

## Biografie
Anette Strohmeyer machte 1995 ihr Abitur in Northeim. Sie studierte Geologie/Paläontologie an der Georg-August-Universität Göttingen bis zum 4. Semester. Danach absolvierte sie eine Ausbildung zur Goldschmiedin, welche sie 2001 als Gesellin abschloss. Seit 2018 lebt sie in Kopenhagen und auf der Insel Møn, nachdem sie zuvor fast zehn Jahre in Düsseldorf gelebt hatte.

## Werdegang zur Autorin
Anfang 2012 erschien ihr erster Roman Menschenhunger aus der Ondragon-Mystery-Thriller-Reihe bei der Psychothriller GmbH. Ende 2012 erschien die Fortsetzung Totenernte. Es folgten mit Nullpunkt (2014) und Seelenflut (2016) und Grauzone (2019). Alle bisher erschienenen Bücher der Ondragon-Reihe sind als E-Book, Taschenbuch und Hörbuch (gelesen von David Nathan, produziert von Audible Studios und Ronin Hörverlag), erschienen. Zusätzlich ist Band 1 der Ondragon-Reihe im Jahr 2017 als Hardcover erschienen.
Parallel entwickelte sie zwei Nordic-Noir-Thriller-Reihen. Einmal die Reihe um Kommissar Tom Skagen, Ermittler der deutsch-skandinavischen Sondereinheit SKANPOL. Dessen Auftakt der in Skandinavien angesiedelten Kriminalfälle erschien unter dem Titel Kalter Strand im März 2019 beim Gmeiner-Verlag.
Bisher folgten zwei weitere Bände, Kalte Nacht (2020) und Kalter Fjord (2022). Der Auftakt zur zweiten Nordic-Noir-Reihe um die Kopenhagener Privatermittlerin und Super-Recognizerin Marit Rauch Iversen, Eis.Kalt.Tot., erschien im Sommer 2021. Der zweite Band ist in Arbeit. Seit 2014 arbeitet sie zusätzlich noch als freie Autorin u. a. für Bastei Lübbe, den Gmeiner-Verlag, Audible GmbH und das Hörspiellabel Folgenreich der Universal Music Group.

## Kollaborationen mit anderen Autoren
In Zusammenarbeit mit dem Autor und Hörspielproduzenten Ivar Leon Menger, Krimi- und Thriller-Autor Raimon Weber, Autor Hendrik Buchna (Die drei ???), Simon X. Rost (Die Playmos etc.) sowie John Beckmann (Co-Autor Terminal 3 von Ivar Leon Menger) schrieb Anette Strohmeyer 2013 an der Mystery-Serie Porterville. Diese wurde zunächst als E-Book, Ende 2013 bis 2014 auch als Hörbuch-Serie veröffentlicht. Auf Grund des Erfolges von Porterville entschloss sich das Autoren-Trio Menger/Strohmeyer/Weber im Jahr 2015 ein weiteres Projekt zu schreiben: die Horror/Mystery-Hörspiel-Serie Monster 1983. Für die Produktion der Hörspiel-Serie wurden einige der bekanntesten deutschen Synchron- und Hörspielsprecher verwendet.
Neben ihren eigenen Projekten entwickelt die Autorin im sogenannten Writers’ Room zusammen mit anderen Autoren Serienstoffe und -konzepte. Ein Ergebnis dieses Arbeits-Konzeptes ist der gemeinsam mit den Autoren Martin Conrath, Sabine Klewe, Ralf Pingel, und Markus Stromiedel verfasste Thriller Cold Reset – Erinnern ist tödlich, erschienen 2017 bei Bastei Lübbe.
Im August 2021 folgte das nächste Gemeinschaftsprojekt mit insgesamt zehn Autoren. In dem von Ivar Leon Menger initiierten Writers’ Room entstand die Mystery-Hörbuch-Staffel Die schwarze Stadt, welche als 10-teilige Serie bei dem Label The AOS erschien. Als weitere Autoren wirkten mit: John Beckmann, Hendrik Buchna, Derek Meister, Ivar Leon Menger, Eric Niemann, Reinhard Prahl, Simon X. Rost, Carsten Steenbergen und Raimon Weber.
Die Autorin Anette Strohmeyer ist Mitglied bei den Mörderische Schwestern, der Vereinigung deutschsprachiger Krimischriftstellerinnen, und im Syndikat.

## Pseudonyme
- Anne Nørdby – unter diesem Pseudonym erscheinen Anette Strohmeyers skandinavische Thriller-Reihen beim Gmeiner Verlag
- A. P. Sterling – unter diesem Namen erscheinen die Romane von Anette Strohmeyer im Genre Fantasy und dem Subgenre Dark Fantasy
- Noah Alexander – Pseudonym des fünfköpfigen AutorInnenteams, das bei dem Writers-Room-Projekt Fünf Wochen, fünf Autoren, ein Roman von Bastei Lübbe den Roman Cold Reset erarbeitet hat: Martin Conrath, Sabine Klewe, Ralf Pingel, Anette Strohmeyer und Markus Stromiedel

## Anette Strohmeyers sportliche Karriere

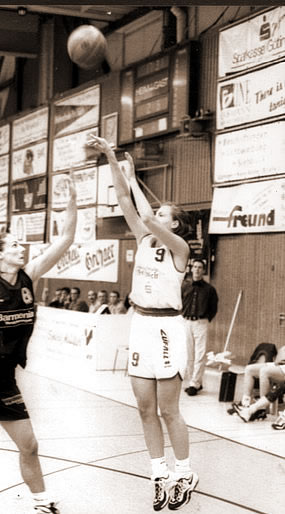
Anette Pieper (Strohmeyer) beim Basketball

Durch ihre Eltern, welche beide Basketballspieler waren, wurde Anette Strohmeyer bereits als Kind zu diesem Sport gebracht und spielte ab 18 Jahren (unter ihrem Mädchennamen Anette Pieper) in der 2. Basketball-Bundesliga-Nord der Damen für die BG 74 Göttingen.
Auf Grund ihrer Größe (180 cm) besetzte sie dabei hauptsächlich die Positionen Center und Flügel. Nach ihrem Umzug nach Düsseldorf im Jahr 2009 spielte sie weiter in der Ober- und Regionalliga West beim Osterarther TV. Sie sagt über sich selbst, der Leistungssport habe sie die Disziplin gelehrt, die man brauche, um ein Buch zu schreiben: „Vom ersten bis letzten Wort durchhalten zu können.“

## Werke

### Romane (E-Book/Taschenbuch)

#### Ondragon-Reihe
- 2012: Band 1 – Menschenhunger – Psychothriller Verlag, 2012, ISBN 978-3-942261-30-2
- 2012: Band 2 – Totenernte – Psychothriller Verlag, 2012, ISBN 978-3-942261-38-8
- 2014: Band 3 – Nullpunkt – Psychothriller Verlag, 2014, ISBN 978-3-942261-67-8
- 2016: Band 4 – Seelenflut – Psychothriller Verlag, 2016, ISBN 978-3-942261-76-0
- 2019: Band 5 – Grauzone – Psychothriller Verlag, 2019, ISBN 978-3-942261-79-1

#### Ondragon Hardcover Ausgabe
- 2017: Band 1 – Menschenhunger – Psychothriller Verlag, 2017, ISBN 978-3-942261-78-4

#### Skagen-Thriller-Reihe (als Anne Nørdby)
- 2019: Kalter Strand – Tom Skagens erster Fall, Gmeiner Verlag, 2019, ISBN 978-3-8392-2425-0
- 2020: Kalte Nacht – Tom Skagens zweiter Fall, Gmeiner Verlag, 2020, ISBN 978-3-8392-2642-1
- 2022: Kalter Fjord – Tom Skagens dritter Fall, Gmeiner Verlag, 2022, ISBN 978-3-8392-0143-5
- 2024: Kalter Sturm – Tom Skagens vierter Fall, Gmeiner Verlag, 2024, ISBN 978-3-8392-0704-8

#### Marit Rauch Iversen-Thriller-Reihe (als Anne Nørdby)
- 2021: Eis. Kalt. Tot. – Marit Rauch Iversens erster Fall, Gmeiner Verlag, 2021, ISBN 978-3-8392-0024-7
- 2023: Rot. Blut. Tot. – Marit Rauch Iversens zweiter Fall, Gmeiner Verlag, 2023, ISBN 978-3-8392-0430-6

#### Bestiarium-Reihe (als A. P. Sterling)
- 2016: Die Bruderschaft der schwarzen Maske – Bastei Entertainment, 2016, ISBN 978-3-7325-3156-1

#### Writers’ Room (als Noah Alexander)
- 2017: Cold Reset – Erinnern ist tödlich – Bastei Lübbe, 2017, ISBN 978-3-404-17611-3

#### Raen-Saga
- 2011: Raen – Das Siegel des Orakels, Teil 1 – Selbstverlag Bookrix, 2011
- 2011: Raen – Das Siegel des Orakels, Teil 2 – Selbstverlag Bookrix, 2011

### Hörspiele (Download/CD/Stream)

#### Monster 1983
Koproduktionen mit Ivar Leon Menger und Raimon Weber
- 2015: Staffel 1 – Audible Download, Lübbe Audio 2017 CD-Box-Version, Folgen 4, 6 und 8
- 2016: Staffel 2 – Audible Download, Lübbe Audio 2018 CD-Box-Version, Folgen 5, 7 und 9
- 2017: Staffel 3 – Audible Download, Lübbe Audio 2018 CD-Box-Version, Folgen 6, 7 und 8

### Hörbücher (Auswahl)
- 2013: Porterville – Folgen 2, 8 und 17, gelesen von Simon Jäger, Martina Treger, Oliver Rohrbeck – in Koproduktion mit Ivar Leon Menger, Raimon Weber, Hendrik Buchna, Simon X. Rost und John Beckmann. Folgenreich, Universal Music Family Entertainment, CD und Download

- 2014: Ondragon – Menschenhunger – Gelesen von David Nathan. Audible, ungekürzt 14:02 Std., Hörbuch-Download
- 2015: Ondragon – Totenernte – Gelesen von David Nathan. Audible, ungekürzt 14:22 Std., Hörbuch-Download
- 2015: Ondragon – Nullpunkt – Gelesen von David Nathan. Audible, ungekürzt 16:21 Std., Hörbuch-Download
- 2017: Ondragon – Seelenflut – Gelesen von David Nathan. Audible, ungekürzt 15:19 Std., Hörbuch-Download
- 2019: Ondragon – Grauzone – Gelesen von David Nathan. Ronin Hörverlag, ungekürzt 15:28 Std., Hörbuch-Download und CD
- 2021: Die schwarze Stadt – Folge 8, gelesen von David Nathan, Luise Helm, Peter Flechtner, Cathlen Gawlich, Simon Jäger, Tobias Kluckert, Udo Schenk, Gerrit Schmidt-Foß u. v. m. The AOS, Download und Stream

### Kurzgeschichten
- 2012: U 76 – Anthologie: Düsseldorf linksrheinisch. Edition Oberkassel, 2012, ISBN 978-3-943121-09-4

## Preise und Auszeichnungen
- 2017: Bestes Hörspiel 2016 für Monster 1983 (1. Staffel) – gewählt von den OhrCast-Hörern
- 2018: Hörspiel des Jahres 2017 für Monster 1983 (3. Staffel) – gewählt von den Lesern des Hörspielmagazins Playtaste